# Піві-малюк жовточеревий
Піві-малюк жовточеревий (Empidonax flaviventris) — вид горобцеподібних птахів родини тиранових (Tyrannidae). Мешкає в Північній Америці.

## Опис

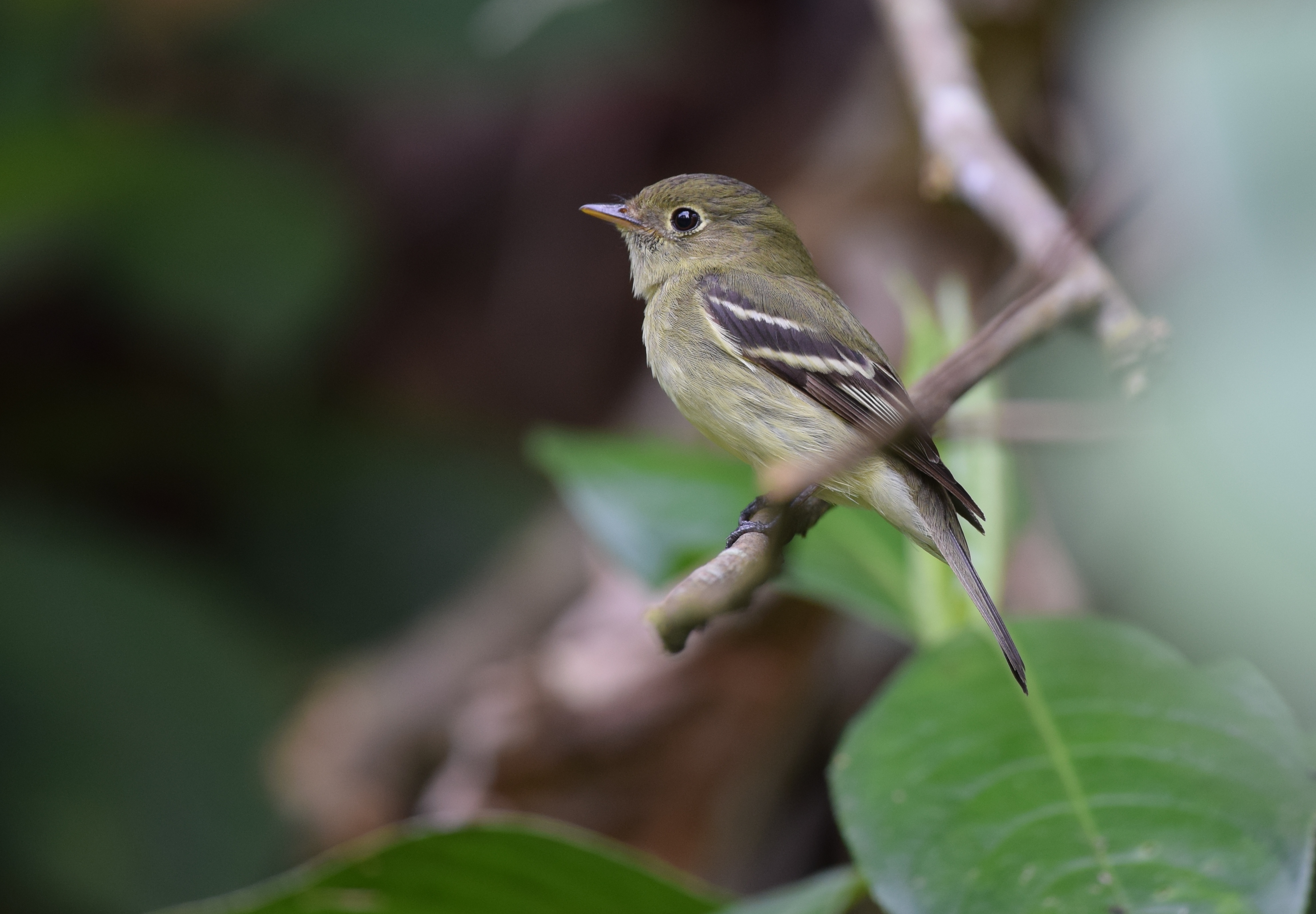
Жовточеревий піві-малюк

Довжина птаха становить 12—15 см, розмах крил 18—21 см, вага 8,5—17 г. Верхня частина тіла зеленувато-оливкова, крила більш темні, чорнуваті, на крилах дві світлі смужки. Нижня частина тіла жовтувата. Навколо очей світлі кільця. Дзьоб широкий, зверху темний, знизу рожевувато-оранжевий.

## Поширення і екологія
Жовточереві піві-малюки гніздяться в Канаді (від південного Юкону і центральної Британської Колумбії на схід до Ньюфаундленда, острова Принца Едварда і Нової Шотландії) та на північному сході Сполучених Штатів Америки (від північної Міннесоти і Великих озер на схід до Пенсільванії і Західної Вірджинії). Взимку вони мігрують на південь, до Мексики і Центральної Америки. Жовточереві піві-малюки живуть в тайзі, хвойних і мішаних лісах та на болотах.

## Поведінка
Жовточереві піві-малюки живляться комахами та іншими дрібними безхребетними, на яких вони чатують серед рослинності або яких шукають серед листя. Іноді вони доповнюють свій раціон ягодами і насінням. Гніздяться на землі, гніздо має чашоподібну форму, робиться з моху та іншого рослинного матеріалу. В кладці від 2 до 5 білих яєць розміром 13×17 мм. Інкубаційний період триває 15 днів.

## Збереження
МСОП класифікує цей вид як такий, що не потребує особливих заходів зі збереження. За оцінками дослідників, популяція жовточеревих піві-малюків становить приблизно 13 мільйонів птахів. Популяція швидко зростає і з 2008 по 2018 рік збільшилася на 50 %.